# Zeravsjan
Denna artikel behandlar floden Zeravsjan, för staden, se Zeravsjan, Uzbekistan.
Zeravsjan är en flod som har sin källor i nordvästra Tadzjikistan och rinner till att börja med i sin egen dalgång mellan Turkestanbergen i norr och Zeravsjanbergen i söder för att sedan flyta genom Uzbekistans centrala lågland och förbi Samarkand och Buchara och försvinna i ökensanden just innan den når Amu-Darja. Konstbevattning från Zeravsjan har sedan antiken varit en förutsättning för ett intensivt jordbruk och en betydande stadsbefolkning i området. Städer som Pendzjikent i Tadzjikistan och Samarkand i Uzbekistan är bara de mest kända exemplen. Den befolkning som bodde längs Zeravsjan kallades sogder därav namnet Sogdiana för denna centrala del av Transoxanien. Arabiska geografer som beskrev området på 900-talet kallade Zeravsjan Wadi al-Sughd (Sogdernas flod) och området kring floden Bilad al-Sughd (Sogdernas land).